# East Greenwich
East Greenwich, kommun (town) i Kent County, Rhode Island, USA med cirka 12 948 invånare (2000). Staden är administrativ huvudort (county seat) Kent County.